# 光州無等総合競技場野球場
光州無等総合競技場野球場（クァンジュムドゥンそうごうきょうぎじょうやきゅうじょう、광주무등종합경기장야구장）は韓国の光州広域市北区にある野球場。韓国プロ野球・起亜タイガースが本拠地としてきた。
1965年完成、1982年に韓国プロ野球が発足するとヘテ・タイガース（現・起亜タイガース）の本拠地球場となった。近年は老朽化に伴って小規模な改修が繰り返されている。2003年まで外野天然芝・内野は全面土のグラウンドだったのを2004年から全面人工芝とし、2006年からはグラウンドを拡張した。外野のセンターバックスクリーンには、「グリーンモンスター」と呼ばれる大きな壁があり、そこを越えないと本塁打とは認められないルールもある。
2011年末より隣の陸上競技場を解体し、跡地に新球場・光州起亜チャンピオンズフィールドが2013年12月に完成、2014年より起亜の本拠地球場となっている。2013年10月4日、無等野球場での試合が最後のプロ野球開催となった。無等野球場は2015年ユニバーシアードの会場としても利用された。その後客席の一部を残して解体され、2023年、小規模なアマチュア専用球場として再整備された。光州起亜チャンピオンズフィールドのボールカウントは『SBO』ではなく、『BSO』となっている。

## 交通機関
- 韓国鉄道公社光州線・光州駅下車、バスで約10分。バス停の名前は「無等競技場（ムドゥンキョンギジャン）」である。

## 主なエピソード
- 元メジャーリーガーで現在起亜所属のチェ・ヒソプ外野手が2009年9月25日に行われた対ヒーローズ戦（現ネクセン・ヒーローズ）で推定飛距離160mの場外本塁打を放った。